# Zolotí Potik
Zolotí Potik (ucraniano: Золоти́й Поті́к; polaco: Potok Złoty) es un asentamiento de tipo urbano de Ucrania, perteneciente al raión de Chortkiv en la óblast de Ternópil.
En 2019, el asentamiento tenía una población de 2382 habitantes. Es sede de un municipio que tiene una población total de unos quince mil habitantes e incluye 14 pueblos como pedanías: Vozýliv, Hubyn, Kosmyryn, Kostílnyky, Naberezhne, Mykoláyivka, Mlynký, Rublyn, Rusýliv, Skomorojy, Snovýdiv, Sokilets, Sokoliv y Stinka.
Se ubica unos 20 km al sur de Búchach, sobre el camino rural que lleva a Harásymiv, a unos 5 km del límite con la óblast de Ivano-Frankivsk, principalmente marcado en esta zona por el río Dniéster.

## Historia
Se conoce la existencia del asentamiento desde el siglo XIII, cuando era un pueblo llamado "Zahaipole" (Загайполе). En la primera mitad del siglo XVI, Segismundo I Jagellón el Viejo entregó el señorío de Zahaipole a la familia noble Potocki, que dio al pueblo el nombre de "Potik". En 1578 adoptó el Derecho de Magdeburgo y recibió el privilegio de organizar dos ferias anuales y un mercado semanal. En 1601, Segismundo III Vasa le otorgó su topónimo actual con el estatus de miasteczko. En la segunda mitad del siglo XVII, la localidad fue casi completamente destruida como consecuencia de la rebelión de Jmelnitski y de las invasiones otomanas.
En los siglos siguientes pasó a ser una localidad rural, aunque mantuvo el estatus de miasteczko y su señorío siguió perteneciendo a los Potocki, incluso tras su incorporación al Imperio Habsburgo en la partición de 1772. Los Potocki vendieron finalmente el señorío en 1832. En 1919 pasó a formar parte de la Segunda República Polaca y en 1939 se integró en la RSS de Ucrania. Esta última declaró desde ese momento a Zolotí Potik como capital distrital, estatus que mantuvo hasta 1962. Hasta 2020 perteneció al raión de Búchach.